# 华岗故居 (青岛)
36°03′51.5″N 120°19′25.5″E / 36.064306°N 120.323750°E
华岗故居位于中華人民共和国山东省青岛市市南区龙口路40号，为哲学家、史学家、教育家华岗1949年至1955年在青岛山东大学任教期间的住所。现为青岛市文物保护单位。

## 历史

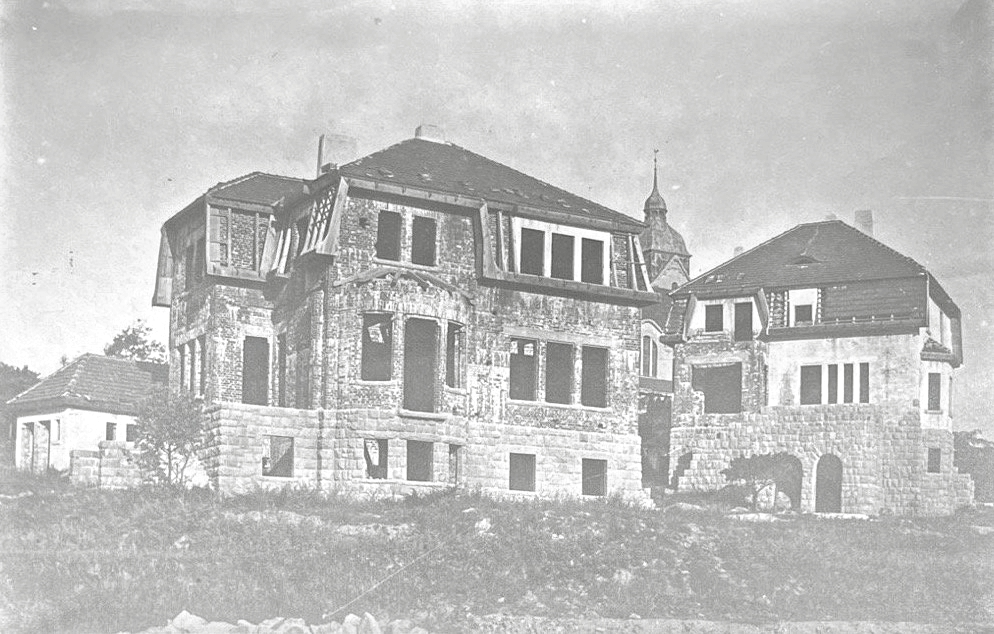
因战事停工的龙口路40号与42号（右侧），约1915-1916年间

龙口路40号约建于1914年，主体接近完工时因青岛战役爆发而停工，后复工建成。
1949年9月2日，华岗由香港乘船准备到北平参与新政协时在青岛停靠，经时任青岛市军管会主任向明推荐，出任山东大学教授，讲授公共政治课“社会发展史”。华岗最初居住在迎宾馆，后迁居龙口路40号。1951年3月，山东大学与华东大学合校，华岗出任校长兼党委书记。华岗任校长期间，强调“以教学、科研为中心”，重视宣传马列主义、毛泽东思想及中国共产党政策，同时团结知识分子。领导学校工作之余，华岗还亲自讲授政治大课，及中国近代史、五四运动史、鲁迅研究等新课。讲授政治大课时多以校园广场为课堂，有山大师生员工及家属、青岛市干部、中小学教师及社会各界数千人听课。1951年5月，华岗在校内创办《文史哲》期刊，亲自任杂志社社长。在青岛期间，华岗著有《辩证唯物论大纲》、《五四运动史》、《鲁迅思想的逻辑发展》等著作。1955年，华岗受胡风案牵连，被诬入狱。
1960年，青岛市科技情报研究所（今青岛市科学技术信息研究院）成立，设于龙口路40号至今，后于院内建三层办公楼一栋。2003年，青岛市人民政府将华岗故居作为文化名人故居挂牌保护。2005年2月5日，列入第七批青岛市文物保护单位。

## 建筑特色
龙口路40号为一栋西式住宅，楼高二层，有半地下室，红瓦屋顶，浅色墙面，半地下室为厨房、储物间等，一层由石阶与院落连接，主要为客厅、餐厅，二层为几间卧室。院内原有花园、平房和车库。